# Йозеф Мюллер
Йозеф Мюллер (нім. Josef Müller; ? — 6 листопада 1944) — німецький чиновник, міністерський директор Імперського міністерства транспорту. Кавалер Лицарського хреста Хреста Воєнних заслуг.

## Біографія
Під час Другої світової війни був представником міністерства при начальникові транспортного відділу ОКГ і командувачі залізничними військами, потім очолив Східне виробниче управління у Варшаві. З 1942 року — начальник Східного головного транспортного управління.

## Нагороди
- Хрест Воєнних заслуг 2-го і 1-го класу
- Лицарський хрест Хреста Воєнних заслуг (12 вересня 1944)